# كارل أوتو كوخ
كارل أوتو كوخ ( تُلفظ بالألمانية: [kɔx] ؛ 2 أغسطس 1897 - 5 أبريل 1945) كان قائدًا متوسط المستوى في شوتزشتافل (SS) في ألمانيا النازية وكان أول قائد لمعسكرات الاعتقال النازية في بوخنفالد وساكسنهاوزن. من سبتمبر 1941 حتى أغسطس 1942، شغل منصب القائد الأول لمعسكر اعتقال مايدانيك في بولندا المحتلة، وسرق كميات هائلة من الأشياء الثمينة والمال من اليهود المقتولين.  شاركت زوجته، إلس كوخ، أيضًا في الجرائم التي وقعت في بوخنفالد وماجدانيك.